# 열병 (드라마)
《열병》은 2001년 8월 17일에 MBC에서 방영한 베스트극장이다.

## 줄거리
25년 만에 딸과 함께 제주도로 여행을 떠난 50세의 영어교사인 미정은 그곳 호텔 프론트에서 학창시절 친구였던 은숙과 25년 만에 재회한다. 하지만 미정은 작년에 작고한 은숙의 남편 이야기만 나오면 긴장하고, 미정을 바라보는 은숙의 눈길에서 30년 전 제주도에서의 아픈 기억들이 배어 나온다.

## 등장 인물

### 주요 인물
- 김청 : 은숙 역
- 송옥숙 : 미정 역

- 이민우 : 준기 역
- 김지연 : 지윤 역 - 미정의 딸
- 정다빈 : 혜주 역 - 은숙의 딸, 준기의 약혼녀

### 그 외 인물
- 김동욱 : 젊은 시절 은숙의 남편 역
- 민경 : 젊은 시절 은정 역
- 손유경 : 젊은 시절 미정 역